# ستيفن موراي (دراج)
ستيفن موراي (بالإنجليزية: Stephen Murray)‏ هو دراج بريطاني، ولد في 9 يناير 1980 في نيوكاسل أبون تاين في المملكة المتحدة.